# ギャレス・デヴィッド＝ロイド
ギャレス・デヴィッド＝ロイド（Gareth David-Lloyd、1981年3月28日 - ）は、イギリスの俳優。

## 出演作品

### 映画
- A Very British Cover-up

### テレビドラマ
- ウェアハウス13 〜秘密の倉庫 事件ファイル〜
- ドクター・フー（イアント・ジョーンズ）
- 秘密情報部 トーチウッド（イアント・ジョーンズ）
- ローズマリー&タイム

### オリジナルビデオ
- シャーロック・ホームズVSモンスター